# クリス・ケイマン
クリス・ケイマン（Chris Kaman）ことクリストファー・ゼーン・ケイマン（Christopher Zane Kaman、1982年4月28日－）は、アメリカ合衆国ミシガン州グランドラピッズ出身のプロバスケットボール選手。NBAのロサンゼルス・クリッパーズなどに所属していた。ポジションはセンター。身長213cm、体重120.2kg。北京オリンピックではドイツ代表として出場した。

## 経歴

### 学生時代
クリスチャンの高校を卒業後、ホープ大学に進学したが、その後、中央ミシガン大学に転校。NCAAを舞台に活躍した。2003年にはNCAAトーナメントにも進出した。そして、3シーズンのプレイの後、アーリーエントリーを宣言。

### NBA
2003年のNBAドラフトで、ロサンゼルス・クリッパーズから全体6位指名を受けてNBA入りした。ルーキーイヤーとなった2003-04シーズンからフル出場を果たし、また十分な出場時間を与えられた。低迷を続けるクリッパーズはチームの再建中であったため、新人としては好成績を残した彼に対する評価は高いものがあった。
2年目の成績は軒並み昨年を上回り、また3年目となった2005－06シーズンも更なる成長を続けた。特にチームにおけるディフェンスの要として、平均リバウンドは9.6個を記録するなどした。尚、3月26日のミネソタ・ティンバーウルブズ戦では23リバウンドを記録している。ケイマンの活躍もあり、クリッパーズは実に12シーズンぶりのプレーオフ進出を果たし、カンファレンス準決勝まで進んだ。
2006-07シーズンは故障を抱えたこともあり、キャリアで初めて成績を落とした。さらに翌2007-08シーズンにはチームに故障者が続出し、特に大黒柱のエルトン・ブランドがシーズンをほぼ全休したのが大きく響き、クリッパーズは低迷した。しかしチームの苦境の中でケイマンは奮起し、15.7得点12.7リバウンドのキャリア初のシーズン平均ダブルダブルを達成。惜しくもシーズン後半に故障してしまったが、リーグ3位の平均2.8ブロックの成績を残した。
2011年12月14日、クリス・ポールとのトレードでニューオーリンズ・ホーネッツに移籍した。
2012年7月、ダラス・マーベリックスに移籍した。
2013年7月8日、ロサンゼルス・レイカーズに移籍した。
2014年7月10日、ポートランド・トレイルブレイザーズに移籍した。

## プレイスタイル
非常にディフェンシブな7フッター（213 cm）のセンター。特にブロックショットとリバウンドに強い。欠しかった得点能力も近年は向上しつつあり、毎試合のようにダブル・ダブルを狙える選手である。オフェンスではローポスト（ゴール下付近）に強い一面を持つ。特筆すべきはカルロス・ブーザーのように左右両利きであり、器用にシュートできる（通常は右利き）ため、ポストプレイの起点となる場所を選ばないという点である。フィールドゴール成功率は高く、またフリースローを苦手にしていないのも特徴的だろう。

## 個人成績

### レギュラーシーズン
| シーズン | チーム   | GP  | GS  | MPG  | FG%  | 3P%  | FT%   | RPG  | APG | SPG | BPG | PPG  |
| -------- | -------- | --- | --- | ---- | ---- | ---- | ----- | ---- | --- | --- | --- | ---- |
| 2003–04  | LAC      | 82  | 61  | 22.5 | .460 | .000 | .697  | 5.6  | 1.0 | .3  | .9  | 6.1  |
| 2004–05  | LAC      | 63  | 50  | 25.9 | .497 | .000 | .661  | 6.7  | 1.2 | .4  | 1.1 | 9.1  |
| 2005–06  | LAC      | 78  | 78  | 32.8 | .523 | .000 | .770  | 9.6  | 1.0 | .6  | 1.4 | 8.9  |
| 2006–07  | LAC      | 75  | 66  | 29.0 | .451 | .000 | .741  | 7.8  | 1.1 | .5  | 1.5 | 10.1 |
| 2007–08  | LAC      | 56  | 55  | 37.2 | .483 | .000 | .762  | 12.7 | 1.9 | .6  | 2.8 | 15.7 |
| 2008–09  | LAC      | 31  | 24  | 29.7 | .528 | .000 | .680  | 8.0  | 1.5 | .5  | 1.5 | 12.0 |
| 2009–10  | LAC      | 76  | 76  | 34.3 | .490 | .000 | .749  | 9.3  | 1.6 | .5  | 1.2 | 18.5 |
| 2010–11  | LAC      | 32  | 15  | 26.2 | .471 | .000 | .754  | 7.0  | 1.4 | .5  | 1.5 | 12.4 |
| 2011–12  | NOH      | 47  | 33  | 29.2 | .446 | .000 | .785  | 7.7  | 2.1 | .5  | 1.6 | 13.1 |
| 2012–13  | DAL      | 66  | 52  | 20.7 | .507 | .000 | .788  | 5.6  | .8  | .4  | .8  | 10.5 |
| 2013–14  | LAL      | 39  | 13  | 18.9 | .509 | .000 | .765  | 5.9  | 1.5 | .3  | 1.0 | 10.4 |
| 2014–15  | POR      | 74  | 13  | 18.9 | .515 | .000 | .706  | 6.5  | .9  | .2  | .7  | 8.6  |
| 2015–16  | POR      | 16  | 2   | 7.0  | .465 | .250 | 1.000 | 1.5  | .7  | .1  | .1  | 2.8  |
| Career   | Career   | 735 | 538 | 26.7 | .489 | .042 | .743  | 7.6  | 1.3 | .4  | 1.3 | 11.2 |
| All-Star | All-Star | 1   | 0   | 10.7 | .500 | .000 | .000  | 3.0  | 1.0 | .0  | .0  | 4.0  |

### プレーオフ
| シーズン | チーム | GP | GS | MPG  | FG%  | 3P%  | FT%   | RPG | APG | SPG | BPG | PPG  |
| -------- | ------ | -- | -- | ---- | ---- | ---- | ----- | --- | --- | --- | --- | ---- |
| 2006     | LAC    | 11 | 10 | 29.5 | .593 | .000 | .762  | 8.0 | .9  | .5  | .8  | 10.7 |
| 2015     | POR    | 3  | 0  | 12.3 | .500 | .000 | 1.000 | 4.7 | 1.0 | .0  | .0  | 3.0  |
| 2016     | POR    | 4  | 0  | 8.0  | .389 | .000 | .000  | 2.0 | .3  | .5  | .0  | 3.5  |
| Career   | Career | 18 | 10 | 21.8 | .554 | .000 | .773  | 6.1 | .8  | .4  | .5  | 7.8  |